# Sydney Camm
Sydney Camm (5 de agosto de 1893 - 16 de marzo de 1966) fue un notable ingeniero aeronáutico de origen británico, que dirigió el departamento de diseño de la Hawker Aircraft Company.
Entre sus diseños más importantes están el Hawker Hurricane y el Hawker Siddeley P.1127, predecesor del Hawker Siddeley Harrier.
Recibió la Orden del Imperio Británico y la Medalla Daniel Guggenheim.